# Diaporthe coneglanensis
Diaporthe coneglanensis är en svampart som beskrevs av Sacc. & Speg. 1877. Diaporthe coneglanensis ingår i släktet Diaporthe och familjen Diaporthaceae.   Inga underarter finns listade i Catalogue of Life.